# فرودگاه چیکن
فرودگاه چیکن (به انگلیسی: Chicken Airport) یک فرودگاه همگانی بهره‌برداری هوایی با کد یاتا CKX است که یک باند فرود شن دارد و طول باند آن ۷۶۲ متر است. این فرودگاه در شهر چیکن، آلاسکا کشور ایالات متحده آمریکا قرار دارد و در ارتفاع ۵۰۰ متری از سطح دریا واقع شده‌است.